# Lodoselo
Lodoselo (llamada oficialmente Santa María de Lodoselo) es una parroquia y un lugar del municipio español de Sarreaus, en la provincia de Orense, Galicia.

## Historia
Hacia mediados del siglo XIX, la parroquia, ya por entonces perteneciente a Sarreaus, tenía contabilizada una población de 284 habitantes. Aparece descrita en el décimo volumen del Diccionario geográfico-estadístico-histórico de España y sus posesiones de Ultramar de Pascual Madoz con las siguientes palabras:

LODOSELO (Sta. Maria): felig. en la prov. y dióc. de Orense (7 leg.), part. jud. de Ginzo de Limia (2), ayunt. de Sarreaus (1/4). sit. al S.O. de la sierra de San Mamed, en una hondonada: la combaten los vientos N. y S. El clima es frio y húmedo; y las enfermedades comunes flatos, reumas y dolores de costado. Tiene 52 casas; escuela de primeras letras, frecuentada por indeterminado número de niños, cuyo maestro percibe un ferrado de centeno por cada uno de los concurrentes, y 2 fuentes, cuyas aguas, no muy buenas, utilizan los vec. para beber y otros usos. La igl. parr. (Sta. Maria) está servida por 1 cura de primer ascenso y provision ordinaria; y tiene por anejo la de Santiago de Freijó y Freande. En el local del nuevo cementerio se hallan algunos sepulcros cubiertos de losas ochavadas, los cuales denotan mucha antigüedad. Confina el térm. N. Sarreaus; E. Freande; S. Nocelo da Pena, y O. Vilaseca. El terreno es cenagoso y húmedo. Pasa por esta felig. uno de los riach. que componen el r. de Ginzo. El monte comun se halla sin arbolado, y toca por el E. con el famoso del Viso. Los caminos son locales, atravesando tambien por el térm., el que desde la cap. del part. dirige á Verin y Portugal. El correo se recibe de la cap. del aprt por balijero, á quien pagan los interesados dos cuartos por carta. prod. centeno, patatas, nabos, judías, algun maiz y abundantes yerbas de pasto; se cria ganado vacuno, cebándolo con nabos, mular, de cerda y lanar; hay caza de conejos y perdices. ind. y comercio: la agricultura y 2 molinos harineros, consistiendo las especulaciones comerciales en la estraccion de ganados para Castilla desde diciembre á marzo, jamones, lino y lana, é introduccion de los art. de que carecen los habitantes. pobl.: 50 vec., 284 alm. contr.: con su ayunt. (V.)
(Madoz, 1847, p. 323)

## Organización territorial
La parroquia está formada por una entidad de población:
- Lodoselo

## Demografía
Gráfica demográfica del lugar y parroquia de Lodoselo según el INE español:
| Gráfica de evolución demográfica de Lodoselo entre 2000 y 2023 |
|                                                                |
| Datos según el nomenclátor publicado por el INE.               |